# Austria ai XXIII Giochi olimpici invernali
L'Austria ha partecipato ai XXIII Giochi olimpici invernali, che si sono svolti dal 9 al 28 febbraio 2018 a Pyeongchang in Corea del Sud, con una delegazione composta da 105 atleti più due riserve nel bob. Portabandiera della squadra nel corso della cerimonia di apertura è stata la sciatrice alpina Anna Fenninger.

## Medaglie
| Riepilogo quotidiano | Riepilogo quotidiano | Riepilogo quotidiano | Riepilogo quotidiano | Riepilogo quotidiano | Riepilogo quotidiano |
| -------------------- | -------------------- | -------------------- | -------------------- | -------------------- | -------------------- |
| Giorno               | Data                 |                      |                      |                      | Totale               |
| 1º                   | 10                   | 0                    | 0                    | 0                    | 0                    |
| 2º                   | 11                   | 1                    | 0                    | 0                    | 1                    |
| 3º                   | 12                   | 0                    | 0                    | 0                    | 0                    |
| 4º                   | 13                   | 1                    | 0                    | 0                    | 1                    |
| 5º                   | 14                   | 0                    | 1                    | 1                    | 2                    |
| 6º                   | 15                   | 0                    | 0                    | 2                    | 2                    |
| 7º                   | 16                   | 1                    | 0                    | 1                    | 2                    |
| 8º                   | 17                   | 0                    | 1                    | 0                    | 1                    |
| 9º                   | 18                   | 1                    | 0                    | 0                    | 1                    |
| 10º                  | 19                   | 0                    | 0                    | 0                    | 0                    |
| 11º                  | 20                   | 0                    | 0                    | 0                    | 0                    |
| 12º                  | 21                   | 0                    | 0                    | 0                    | 0                    |
| 13º                  | 22                   | 1                    | 0                    | 2                    | 3                    |
| 14º                  | 23                   | 0                    | 0                    | 0                    | 0                    |
| 15º                  | 24                   | 0                    | 1                    | 0                    | 1                    |
| 16º                  | 25                   | 0                    | 0                    | 0                    | 0                    |
| Totale               | Totale               | 5                    | 3                    | 6                    | 14                   |

### Medagliere per discipline
| Sport             | Oro | Argento | Bronzo | Totale |
| ----------------- | --- | ------- | ------ | ------ |
| Combinata nordica | 0   | 0       | 2      | 2      |
| Sci alpino        | 3   | 2       | 2      | 7      |
| Slittino          | 1   | 1       | 1      | 3      |
| Biathlon          | 0   | 0       | 1      | 1      |
| Snowboard         | 1   | 0       | 0      | 1      |
| Totale            | 5   | 3       | 6      | 14     |

### Medaglie d'oro
| Medaglia | Nome             | Sport      | Evento                  |
| -------- | ---------------- | ---------- | ----------------------- |
| Oro      | Marcel Hirscher  | Sci alpino | Combinata maschile      |
| Oro      | David Gleirscher | Slittino   | Singolo maschile        |
| Oro      | Matthias Mayer   | Sci alpino | Supergigante            |
| Oro      | Marcel Hirscher  | Sci alpino | Slalom gigante maschile |
| Oro      | Anna Gasser      | Snowboard  | Big air femminile       |

### Medaglie d'argento
| Medaglia | Nome                                                                                                 | Sport      | Evento         |
| -------- | --- | ---------- | -------------- |
| Argento  | Peter Penz / Georg Fischler                                                                          | Slittino   | Doppio         |
| Argento  | Anna Veith                                                                                           | Sci alpino | Supergigante   |
| Argento  | Katharina Liensberger Michael Matt Katharina Gallhuber Marco Schwarz Stephanie Brunner Manuel Feller | Sci alpino | Gara a squadre |

### Medaglie di bronzo
| Medaglia | Nome                                                         | Sport             | Evento                     |
| -------- | ------------------------------------------------------------ | ----------------- | -------------------------- |
| Bronzo   | Lukas Klapfer                                                | Combinata nordica | Trampolino normale         |
| Bronzo   | Dominik Landertinger                                         | Biathlon          | 20 km individuale maschile |
| Bronzo   | Madeleine Egle, David Gleirscher, Peter Penz, Georg Fischler | Slittino          | Gara a squadre             |
| Bronzo   | Katharina Gallhuber                                          | Sci Alpino        | Slalom speciale femminile  |
| Bronzo   | Michael Matt                                                 | Sci Alpino        | Slalom speciale maschile   |
| Bronzo   | Wilhelm Denifl Lukas Klapfer Bernhard Gruber Mario Seidl     | Combinata nordica | Gara a squadre             |

## Biathlon

### Maschile
L'Austria ha diritto a schierare 6 atleti in seguito ad aver terminato tra le prime cinque posizioni del ranking maschile per nazioni della Coppa del Mondo di biathlon 2017.
| Gara                    | Atleta                                                          | Penalità    | Tempo d'arrivo | Posizione |
| ----------------------- | --------------------------------------------------------------- | ----------- | -------------- | --------- |
| 10 km sprint            | Julian Eberhard                                                 | 1 (0+1)     | 23'47"2        | 4º        |
| 10 km sprint            | Tobias Eberhard                                                 | 5 (4+1)     | 26'24"3        | 77º       |
| 10 km sprint            | Simon Eder                                                      | 2 (2+0)     | 24'42"5        | 28º       |
| 10 km sprint            | Dominik Landertinger                                            | 1 (1+0)     | 24'36"2        | 25º       |
| 12,5 km inseguimento    | Julian Eberhard                                                 | 6 (0+1+3+2) | 34'36"9        | 15º       |
| 12,5 km inseguimento    | Simon Eder                                                      | 2 (0+0+0+2) | 34'33"1        | 14º       |
| 12,5 km inseguimento    | Dominik Landertinger                                            | 5 (0+0+1+4) | 36'22"2        | 26º       |
| 20 km individuale       | Julian Eberhard                                                 | 2 (1+0+1+0) | 49'55"8        | 11º       |
| 20 km individuale       | Tobias Eberhard                                                 | 4 (1+1+0+2) | 53'33"6        | 57º       |
| 20 km individuale       | Simon Eder                                                      | 2 (1+0+1+0) | 49'55"8        | 11º       |
| 20 km individuale       | Dominik Landertinger                                            | 0 (0+0+0+0) | 48'18"8        |           |
| 15 km partenza in linea | Julian Eberhard                                                 | 3 (1+0+1+1) | 36'18"0        | 6º        |
| 15 km partenza in linea | Simon Eder                                                      | 3 (1+0+0+2) | 37'01"0        | 14º       |
| 15 km partenza in linea | Dominik Landertinger                                            | 1 (0+0+1+0) | 36'47"3        | 12º       |
| Staffetta 4x7,5 km      | Tobias Eberhard Simon Eder Julian Eberhard Dominik Landertinger | 13 (2+11)   | 1h18'09"0      | 4ª        |

### Femminile
L'Austria ha diritto a schierare 5 atlete in seguito ad aver terminato tra la sesta e la ventesima posizione del ranking femminile per nazioni della Coppa del Mondo di biathlon 2017.
| Gara               | Atleta               | Penalità    | Tempo d'arrivo | Posizione |
| ------------------ | -------------------- | ----------- | -------------- | --------- |
| 7,5 km sprint      | Lisa Hauser          | 4 (3+1)     | 23'58"9        | 62ª       |
| 7,5 km sprint      | Katharina Innerhofer | 1 (0+1)     | 22'51"5        | 29ª       |
| 7,5 km sprint      | Dunja Zdouc          | 0 (0+0)     | 23'21"0        | 48ª       |
| 10 km inseguimento | Katharina Innerhofer | 5 (1+2+0+2) | 34'41"2        | 40ª       |
| 10 km inseguimento | Dunja Zdouc          | 8 (1+3+1+3) | 38'39"1        | 58ª       |
| 15 km individuale  | Lisa Hauser          | 3 (1+1+0+1) | 45'35"4        | 41ª       |
| 15 km individuale  | Katharina Innerhofer | 5 (2+1+0+2) | 47'34"9        | 60ª       |
| 15 km individuale  | Dunja Zdouc          | 2 (1+1+0+0) | 47'09"0        | 58ª       |

### Gare miste
| Gara                        | Atleti                                                      | Penalità  | Tempo d'arrivo | Posizione |
| --------------------------- | ----------------------------------------------------------- | --------- | -------------- | --------- |
| Staffetta 2x6 km + 2x7,5 km | Lisa Hauser Katharina Innerhofer Simon Eder Julian Eberhard | 14 (0+14) | 1h10'56"3      | 10        |

## Bob
L'Austria ha qualificato nel bob due equipaggi per disciplina, per un totale di quattordici atleti, di cui nove uomini e cinque donne(*).
| Gara                   | Equipaggio                                                   | 1ª manche | 2ª manche | 3ª manche | 4ª manche       | Totale  | Posizione |
| ---------------------- | ------------------------------------------------------------ | --------- | --------- | --------- | --------------- | ------- | --------- |
| Bob a due femminile    | Katrin Beierl Victoria Hahn                                  | 51"49     | 51"41     | 51"51     | 51"43           | 3'25"84 | 17        |
| Bob a due femminile    | Christina Hengster Valerie Kleiser                           | 51"23     | 51"04     | 51"00     | 51"24           | 3'24"51 | 10        |
| Bob a due maschile     | Benjamin Maier Markus Sammer                                 | 49"41     | 49"47     | 49"32     | 49"56           | 3'17"76 | 8         |
| Bob a due maschile     | Markus Treichl Kilian Walch                                  | 49"67     | 49"67     | 49"56     | 49"66           | 3'18"56 | 15        |
| Bob a quattro maschile | Benjamin Maier Kilian Walch Markus Sammer Dănuț Ion Moldovan | 49"10     | 49"21     | 49"03     | 49"56           | 3'16"90 | 7         |
| Bob a quattro maschile | Markus Treichl Markus Glück Marco Rangl Ekemini Bassey       | 49"73     | 49"83     | 49"68     | non qualificati | 2'29"24 | 22        |

(*) Stefan Laussegger e Viktoria Eigner erano presenti come riserve.

## Combinata nordica
L'Austria ha qualificato nella combinata nordica un totale di cinque atleti.
| Gara               | Atleta            | Salto     | Salto | Salto     | Fondo   | Fondo            | Posizione |
| Gara               | Atleta            | Lunghezza | Punti | Posizione | Tempo   | Tempo + distacco | Posizione |
| ------------------ | ----------------- | --------- | ----- | --------- | ------- | ---------------- | --------- |
| Trampolino normale | Wilhelm Denifl    | 92,0 m    | 92,3  | 25º       | 25'08"8 | 27'41"8          | 29º       |
| Trampolino normale | Bernhard Gruber   | 91,5 m    | 88,2  | 33º       | 24'32"1 | 27'22"1          | 20º       |
| Trampolino normale | Lukas Klapfer     | 109,0 m   | 122,6 | 4º        | 24'37"5 | 25'09"5          |           |
| Trampolino normale | Franz-Josef Rehrl | 112,0 m   | 130,6 | 1º        | 26'29"5 | 26'29"5          | 13º       |
| Trampolino lungo   | Wilhelm Denifl    | 137,5 m   | 135,0 | 3º        | 24'38"6 | 24'54"6          | 8º        |
| Trampolino lungo   | Bernhard Gruber   | 133,5 m   | 98,5  | 30º       | 23'46"3 | 26'28"3          | 21º       |
| Trampolino lungo   | Lukas Klapfer     | 131,0 m   | 123,0 | 10º       | 24'11"3 | 25'15"3          | 9º        |
| Trampolino lungo   | Mario Seidl       | 127,0 m   | 116,5 | 14º       | 23'51"0 | 25'21"0          | 13º       |
| Gara a squadre     | Mario Seidl       | 131,0 m   | 469,5 | 1ª        | 47'17"6 | 47'17"6          |           |
| Gara a squadre     | Bernhard Gruber   | 136,0 m   | 469,5 | 1ª        | 47'17"6 | 47'17"6          |           |
| Gara a squadre     | Lukas Klapfer     | 131,0 m   | 469,5 | 1ª        | 47'17"6 | 47'17"6          |           |
| Gara a squadre     | Wilhelm Denifl    | 138,5 m   | 469,5 | 1ª        | 47'17"6 | 47'17"6          |           |

## Pattinaggio di figura
L'Austria ha qualificato nel pattinaggio di figura due atleti, in seguito al 2017 CS Nebelhorn Trophy.
| Gara   | Atleta                        | Programma corto | Programma corto | Programma libero | Programma libero | Totale          | Totale          |
| Gara   | Atleta                        | Punti           | Posizione       | Punti            | Posizione        | Punti           | Posizione       |
| ------ | ----------------------------- | --------------- | --------------- | ---------------- | ---------------- | --------------- | --------------- |
| Coppia | Miriam Ziegler Severin Kiefer | 58,80           | 20ª             | non qualificati  | non qualificati  | non qualificati | non qualificati |

## Pattinaggio di velocità
| Gara   | Atleta         | Tempo   | Posizione |
| ------ | -------------- | ------- | --------- |
| 500 m  | Vanessa Herzog | 37"51   | 4ª        |
| 1000 m | Vanessa Herzog | 1'14"47 | 5ª        |

| Gara       | Atleta          | Semifinali | Semifinali | Semifinali | Finale | Finale  | Finale |
| Gara       | Atleta          | Punti      | Tempo      | Pos.       | Punti  | Tempo   | Pos.   |
| ---------- | --------------- | ---------- | ---------- | ---------- | ------ | ------- | ------ |
| Mass start | Linus Heidegger | 60         | 8'20"46    | 1º Q       | 6      | 7'52"38 | 6º     |

## Salto con gli sci
L'Austria ha qualificato nel salto con gli sci otto atleti, tre donne e cinque uomini.

### Maschile
| Gara               | Atleta                                                            | Qualificazioni | Qualificazioni | Qualificazioni | Finale                  | Finale      | Finale      | Finale                          | Finale          | Finale          | Finale          | Finale          |
| Gara               | Atleta                                                            | Qualificazioni | Qualificazioni | Qualificazioni | Primo salto             | Primo salto | Primo salto | Secondo salto                   | Secondo salto   | Secondo salto   | Punti totali    | Posizione       |
| Gara               | Atleta                                                            | Lunghezza      | Punti          | Pos.           | Lunghezza               | Punti       | Pos.        | Lunghezza                       | Punti           | Pos.            | Punti totali    | Posizione       |
| ------------------ | ----------------------------------------------------------------- | -------------- | -------------- | -------------- | ----------------------- | ----------- | ----------- | ------------------------------- | --------------- | --------------- | --------------- | --------------- |
| Trampolino normale | Manuel Fettner                                                    | 95,0 m         | 109,4          | 27º Q          | 96,5 m                  | 99,5        | 29º Q       | 105,5 m                         | 112,2           | 14º             | 211,7           | 23º             |
| Trampolino normale | Michael Hayböck                                                   | 97,0 m         | 112,4          | 26º Q          | 99,5 m                  | 109,2       | 21º Q       | 103,0 m                         | 110,5           | 17º             | 219,7           | 17º             |
| Trampolino normale | Stefan Kraft                                                      | 102,5 m        | 128,6          | 5º Q           | 103,5 m                 | 122,8       | 5º Q        | 103,0 m                         | 110,8           | 16º             | 233,6           | 11º             |
| Trampolino normale | Gregor Schlierenzauer                                             | 91,5 m         | 104,0          | 32º Q          | 102,5 m                 | 108,6       | 22º Q       | 99,5 m                          | 103,6           | 22º             | 212,2           | 22º             |
| Trampolino lungo   | Clemens Aigner                                                    | 119,5 m        | 98,5           | 27º Q          | 121,0 m                 | 110,0       | 31º         | non qualificato                 | non qualificato | non qualificato | non qualificato | non qualificato |
| Trampolino lungo   | Manuel Fettner                                                    | 111,0 m        | 84,8           | 40º Q          | 124,0 m                 | 109,8       | 32º         | non qualificato                 | non qualificato | non qualificato | non qualificato | non qualificato |
| Trampolino lungo   | Michael Hayböck                                                   | 133,5 m        | 126,9          | 5º Q           | 140,0 m                 | 140,4       | 2º Q        | 131,0 m                         | 127,3           | 9º              | 267,7           | 6º              |
| Trampolino lungo   | Stefan Kraft                                                      | 131,0 m        | 121,1          | 11º Q          | 131,5 m                 | 130,6       | 13º Q       | 125,5 m                         | 116,8           | 21º             | 247,4           | 18º             |
| Gara a squadre     | Manuel Fettner Michael Hayböck Stefan Kraft Gregor Schlierenzauer | N.D.           | N.D.           | N.D.           | 122,5 m 133,5 m 127,5 m | 493,7       | 4º Q        | 125,5 m 136,5 m 126,5 m 122,5 m | 484,7           | 4º              | 978,4           | 4º              |

### Femminile
| Gara               | Atleta                     | Primo salto | Primo salto | Primo salto | Secondo salto | Secondo salto | Secondo salto | Punti totali | Posizione |
| Gara               | Atleta                     | Lunghezza   | Punti       | Pos.        | Lunghezza     | Punti         | Pos.          | Punti totali | Posizione |
| ------------------ | -------------------------- | ----------- | ----------- | ----------- | ------------- | ------------- | ------------- | ------------ | --------- |
| Trampolino normale | Chiara Hölzl               | 88,0 m      | 92,2        | 14ª Q       | 95,5 m        | 101,0         | 9ª            | 193,2        | 11ª       |
| Trampolino normale | Daniela Iraschko-Stolz     | 101,5 m     | 113,3       | 5ª Q        | 99,0 m        | 112,6         | 7ª            | 225,9        | 6ª        |
| Trampolino normale | Jacqueline Seifriedsberger | 93,5 m      | 93,7        | 13ª Q       | 92,0 m        | 89,8          | 14ª           | 185,5        | 13ª       |

## Sci alpino

### Uomini
| Gara            | Atleta               | Tempo              | Tempo              | Tempo              | Posizione |
| Gara            | Atleta               | 1ª manche          | 2ª manche          | Totale             | Posizione |
| --------------- | -------------------- | ------------------ | ------------------ | ------------------ | --------- |
| Slalom speciale | Manuel Feller        | 49"35              | 51"03              | 1'40"38            | 18º       |
| Slalom speciale | Marcel Hirscher      | DNF                | DNF                | DNF                | DNF       |
| Slalom speciale | Michael Matt         | 49"00              | 50"66              | 1'39"66            |           |
| Slalom speciale | Marco Schwarz        | 48"62              | 51"57              | 1'40"19            | 11º       |
| Slalom gigante  | Stefan Brennsteiner  | 1'10"02            | DNF                | DNF                | DNF       |
| Slalom gigante  | Manuel Feller        | DSQ                | DSQ                | DSQ                | DSQ       |
| Slalom gigante  | Christian Hirschbühl | DNF                | DNF                | DNF                | DNF       |
| Slalom gigante  | Marcel Hirscher      | 1'08"27            | 1'09"77            | 2'18"04            |           |
| Combinata       | Marcel Hirscher      | 1'20"56            | 45"96              | 2'06"52            |           |
| Combinata       | Vincent Kriechmayr   | 1'19"96            | DNF                | DNF                | DNF       |
| Combinata       | Matthias Mayer       | 1'19"37            | DNF                | DNF                | DNF       |
| Combinata       | Marco Schwarz        | 1'20"98            | 46"89              | 2'07"87            | 4º        |
| Gara            | Atleta               | Tempo unica manche | Tempo unica manche | Tempo unica manche | Posizione |
| Supergigante    | Max Franz            | 1'25"96            | 1'25"96            | 1'25"96            | 17º       |
| Supergigante    | Vincent Kriechmayr   | 1'25"13            | 1'25"13            | 1'25"13            | 6º        |
| Supergigante    | Matthias Mayer       | 1'24"44            | 1'24"44            | 1'24"44            |           |
| Supergigante    | Hannes Reichelt      | 1'25"40            | 1'25"40            | 1'25"40            | 11º       |
| Discesa libera  | Max Franz            | 1'41"75            | 1'41"75            | 1'41"75            | 11º       |
| Discesa libera  | Vincent Kriechmayr   | 1'41"19            | 1'41"19            | 1'41"19            | 7º        |
| Discesa libera  | Matthias Mayer       | 1'41"46            | 1'41"46            | 1'41"46            | 9º        |
| Discesa libera  | Hannes Reichelt      | 1'41"76            | 1'41"76            | 1'41"76            | 12º       |

### Donne
| Gara            | Atleta                | Tempo              | Tempo              | Tempo              | Posizione |
| Gara            | Atleta                | 1ª manche          | 2ª manche          | Totale             | Posizione |
| --------------- | --------------------- | ------------------ | ------------------ | ------------------ | --------- |
| Slalom speciale | Stephanie Brunner     | DNF                | DNF                | DNF                | DNF       |
| Slalom speciale | Katharina Gallhuber   | 50"12              | 48"83              | 1'38"95            |           |
| Slalom speciale | Katharina Liensberger | 50"43              | 50"14              | 1'40"57            | 8ª        |
| Slalom speciale | Bernadette Schild     | 49"89              | 50"29              | 1'40"18            | 23ª       |
| Slalom gigante  | Stephanie Brunner     | 1'11"53            | DNF                | DNF                | DNF       |
| Slalom gigante  | Ricarda Haaser        | 1'13"37            | 1'09"99            | 2'23"36            | 17ª       |
| Slalom gigante  | Bernadette Schild     | 1'14"50            | 1'10"31            | 2'24"81            | 24ª       |
| Slalom gigante  | Anna Fenninger        | 1'12"43            | 1'09"67            | 2'22"10            | 12ª       |
| Combinata       | Ricarda Haaser        | 1'41"75            | 43"06              | 2'24"81            | 13        |
| Combinata       | Ramona Siebenhofer    | 1'40"34            | 43"11              | 2'23"45            | 7         |
| Gara            | Atleta                | Tempo unica manche | Tempo unica manche | Tempo unica manche | Posizione |
| Supergigante    | Cornelia Hütter       | 1'21"54            | 1'21"54            | 1'21"54            | 8ª        |
| Supergigante    | Nicole Schmidhofer    | 1'22"30            | 1'22"30            | 1'22"30            | 18ª       |
| Supergigante    | Tamara Tippler        | 1'22"50            | 1'22"50            | 1'22"50            | 21ª       |
| Supergigante    | Anna Fenninger        | 1'21"12            | 1'21"12            | 1'21"12            |           |
| Discesa libera  | Cornelia Hütter       | 1'41"04            | 1'41"04            | 1'41"04            | 13ª       |
| Discesa libera  | Nicole Schmidhofer    | 1'41"02            | 1'41"02            | 1'41"02            | 12ª       |
| Discesa libera  | Ramona Siebenhofer    | 1'40"98            | 1'40"98            | 1'40"98            | 10ª       |
| Discesa libera  | Stephanie Venier      | DNF                | DNF                | DNF                |           |

### Misto
| Gara           | Atleti                                                                                               | Ottavi di finale    | Quarti di finale | Semifinali     | Finale         | Posizione |
| -------------- | --- | ------------------- | ---------------- | -------------- | -------------- | --------- |
| Gara a squadre | Manuel Feller Michael Matt Marco Schwarz Stephanie Brunner Katharina Gallhuber Katharina Liensberger | Corea del Sud V 4-0 | Svezia V 4-0     | Norvegia V 3-1 | Svizzera P 1-3 |           |

## Sci di fondo
L'Austria ha qualificato nello sci di fondo un totale di sette atleti, quatro uomini e tre donne.

### Uomini
| Evento                 | Atleta                                                      | Qualificazioni | Qualificazioni | Quarti di finale | Quarti di finale | Semifinali      | Semifinali      | Finale          | Finale          |
| Evento                 | Atleta                                                      | Tempo          | Pos.           | Tempo            | Pos.             | Tempo           | Pos.            | Tempo           | Pos.            |
| ---------------------- | ----------------------------------------------------------- | -------------- | -------------- | ---------------- | ---------------- | --------------- | --------------- | --------------- | --------------- |
| Sprint                 | Dominik Baldauf                                             | 3'18"54        | 35º            | non qualificato  | non qualificato  | non qualificato | non qualificato | non qualificato | non qualificato |
| Sprint                 | Luis Stadlober                                              | 3'23"01        | 53º            | non qualificato  | non qualificato  | non qualificato | non qualificato | non qualificato | non qualificato |
| Sprint a squadre       | Dominik Baldauf Bernhard Tritscher                          | N.D.           | N.D.           | N.D.             | N.D.             | 16'43"69        | 8º              | non qualificati | non qualificati |
| Evento                 | Atleta                                                      | Tempo          | Tempo          | Tempo            | Distacco         | Distacco        | Distacco        | Posizione       | Posizione       |
| 15 km tecnica libera   | Dominik Baldauf                                             | 36'31"2        | 36'31"2        | 36'31"2          | +2'47"3          | +2'47"3         | +2'47"3         | 42º             | 42º             |
| 15 km tecnica libera   | Max Hauke                                                   | 35'57"5        | 35'57"5        | 35'57"5          | +2'13"6          | +2'13"6         | +2'13"6         | 29º             | 29º             |
| 15 km tecnica libera   | Bernhard Tritscher                                          | 36'24"7        | 36'24"7        | 36'24"7          | +2'40"8          | +2'40"8         | +2'40"8         | 39º             | 39º             |
| 50 km tecnica classica | Max Hauke                                                   | 2h20'39"9      | 2h20'39"9      | 2h20'39"9        | +12'17"8         | +12'17"8        | +12'17"8        | 36º             | 36º             |
| 50 km tecnica classica | Bernhard Tritscher                                          | 2h22'47"7      | 2h22'47"7      | 2h22'47"7        | +14'25"6         | +14'25"6        | +14'25"6        | 42º             | 42º             |
| Skiathlon              | Max Hauke                                                   | 1h18'44"6      | 1h18'44"6      | 1h18'44"6        | +2'24"6          | +2'24"6         | +2'24"6         | 27º             | 27º             |
| Staffetta 4x10 km      | Dominik Baldauf Max Hauke Luis Stadlober Bernhard Tritscher | 1h39'12"9      | 1h39'12"9      | 1h39'12"9        | +6'08"0          | +6'08"0         | +6'08"0         | 13º             | 13º             |

### Donne
| Evento                 | Atleta                           | Qualificazioni | Qualificazioni | Quarti di finale | Quarti di finale | Semifinali      | Semifinali      | Finale          | Finale          |
| Evento                 | Atleta                           | Tempo          | Pos.           | Tempo            | Pos.             | Tempo           | Pos.            | Tempo           | Pos.            |
| ---------------------- | -------------------------------- | -------------- | -------------- | ---------------- | ---------------- | --------------- | --------------- | --------------- | --------------- |
| Sprint                 | Lisa Unterweger                  | 3'34"29        | 50ª            | non qualificata  | non qualificata  | non qualificata | non qualificata | non qualificata | non qualificata |
| Sprint a squadre       | Teresa Stadlober Lisa Unterweger | N.D.           | N.D.           | N.D.             | N.D.             | 17'25"98        | 7ª              | non qualificate | non qualificate |
| Evento                 | Atleta                           | Tempo          | Tempo          | Tempo            | Distacco         | Distacco        | Distacco        | Posizione       | Posizione       |
| 10 km tecnica libera   | Anna Seebacher                   | 29'11"2        | 29'11"2        | 29'11"2          | +4'10"7          | +4'10"7         | +4'10"7         | 61ª             | 61ª             |
| 10 km tecnica libera   | Teresa Stadlober                 | 26'16"1        | 26'16"1        | 26'16"1          | +1'15"6          | +1'15"6         | +1'15"6         | 9ª              | 9ª              |
| 10 km tecnica libera   | Lisa Unterweger                  | 29'35"2        | 29'35"2        | 29'35"2          | +4'34"7          | +4'34"7         | +4'34"7         | 67ª             | 67ª             |
| 30 km tecnica classica | Teresa Stadlober                 | 1h26'31"7      | 1h26'31"7      | 1h26'31"7        | +4'14"1          | +4'14"1         | +4'14"1         | 9ª              | 9ª              |
| Skiathlon              | Teresa Stadlober                 | 41'11"5        | 41'11"5        | 41'11"5          | +26"6            | +26"6           | +26"6           | 7ª              | 7ª              |

## Sci freestyle
L'Austria ha qualificato nello sci dodici atleti, cinque donne e sette uomini.

### Gobbe
| Melanie Meilinger | Gobbe femminile | 33.78 | 54.95 | 25 | 34.61 | 57.71 | 16 | non qualificata | non qualificata | non qualificata | non qualificata | non qualificata | non qualificata | non qualificata | non qualificata | non qualificata |

### Halfpipe
| Atleta         | Gara               | Qualificazioni | Qualificazioni | Qualificazioni | Qualificazioni | Finale          | Finale          | Finale          | Finale          | Finale          |
| Atleta         | Gara               | Prova 1        | Prova 2        | Migliore       | Posizione      | Prova 1         | Prova 2         | Prova 3         | Migliore        | Posizione       |
| -------------- | ------------------ | -------------- | -------------- | -------------- | -------------- | --------------- | --------------- | --------------- | --------------- | --------------- |
| Andreas Gohl   | Halfpipe maschile  | 68.60          | 31.60          | 68.60          | 12 Q           | 14.60           | 46.00           | 68.80           | 68.80           | 8               |
| Marco Ladner   | Halfpipe maschile  | 54.20          | 39.40          | 54.20          | 21             | non qualificato | non qualificato | non qualificato | non qualificato | non qualificato |
| Lukas Müllauer | Halfpipe maschile  | 17.00          | 63.60          | 63.60          | 16             | non qualificato | non qualificato | non qualificato | non qualificato | non qualificato |
| Elisabeth Gram | Halfpipe femminile | 72.20          | 20.00          | 72.20          | 13             | non qualificata | non qualificata | non qualificata | non qualificata | non qualificata |

### Ski cross
| Gara                | Atleta                | Qualificazioni | Qualificazioni | Ottavi di finale | Quarti di finale | Semifinali      | Finale          |
| Gara                | Atleta                | Tempo          | Posizione      | Ottavi di finale | Quarti di finale | Semifinali      | Finale          |
| ------------------- | --------------------- | -------------- | -------------- | ---------------- | ---------------- | --------------- | --------------- |
| Ski cross maschile  | Adam Kappacher        | 1'10"17        | 16º Q          | 2º Q             | DNF              | non qualificato | non qualificato |
| Ski cross maschile  | Christoph Wahrstötter | 1'09"79        | 6º Q           | DNF              | non qualificato  | non qualificato | non qualificato |
| Ski cross maschile  | Robert Winkler        | 1'10"09        | 11º Q          | 1º Q             | DNF              | non qualificato | non qualificato |
| Ski cross maschile  | Thomas Zangerl        | 1'10"96        | 28º Q          | 2º Q             | 3º               | non qualificato | non qualificato |
| Ski cross femminile | Andrea Limbacher      | 1'14"71        | 8ª Q           | DNF              | non qualificata  | non qualificata | non qualificata |
| Ski cross femminile | Katrin Ofner          | 1'14"30        | 7ª Q           | 1ª Q             | 3º               | non qualificata | non qualificata |

### Slopestyle
| Atleta    | Gara                 | Qualificazioni | Qualificazioni | Qualificazioni | Qualificazioni | Finale          | Finale          | Finale          | Finale          | Finale          |
| Atleta    | Gara                 | Prova 1        | Prova 2        | Migliore       | Posizione      | Prova 1         | Prova 2         | Prova 3         | Migliore        | Posizione       |
| --------- | -------------------- | -------------- | -------------- | -------------- | -------------- | --------------- | --------------- | --------------- | --------------- | --------------- |
| Lara Wolf | Slopestyle femminile | 10.20          | 66.40          | 66.40          | 17             | non qualificata | non qualificata | non qualificata | non qualificata | non qualificata |

## Skeleton
L'Austria aveva qualificato nello skeleton tre atleti, due uomini e una donna, tuttavia rinunciò a una quota nella gara maschile.
| Gara              | Atleta                | 1ª manche | 2ª manche | 3ª manche | 4ª manche | Totale  | Posizione |
| ----------------- | --------------------- | --------- | --------- | --------- | --------- | ------- | --------- |
| Singolo femminile | Janine Flock          | 51"81     | 52"07     | 51"92     | 52"12     | 3'27"92 | 4ª        |
| Singolo maschile  | Matthias Guggenberger | 51"38     | 51"29     | 51"81     | 51"25     | 3'25"73 | 18º       |

## Slittino
L'Austria ha qualificato nello slittino un totale di dieci atleti: tre nel singolo uomini, tre nel singolo donne e quattro nel doppio, ottenendo così anche l'ammissione nella gara a squadre.
| Gara              | Atleta                                                    | 1ª manche            | 2ª manche            | 3ª manche          | 4ª manche | Totale   | Posizione |
| ----------------- | --------------------------------------------------------- | -------------------- | -------------------- | ------------------ | --------- | -------- | --------- |
| Singolo femminile | Madeleine Egle                                            | 46"726               | 46"646               | 46"541             | 46"696    | 3'06"609 | 9ª        |
| Singolo femminile | Birgit Platzer                                            | 47"318               | DNF                  | -                  | -         | -        | -         |
| Singolo femminile | Hannah Prock                                              | 46"622               | 46"585               | 47"743             | 46"854    | 3'07"804 | 17ª       |
| Singolo maschile  | Reinhard Egger                                            | 48"221               | 47"903               | 47"963             | 47"840    | 3'11"927 | 15º       |
| Singolo maschile  | David Gleirscher                                          | 47"652               | 47"835               | 47"584             | 47"631    | 3'10"702 |           |
| Singolo maschile  | Wolfgang Kindl                                            | 47"955               | 47"858               | 47"799             | 47"521    | 3'11"133 | 9º        |
| Gara              | Atleta                                                    | 1ª manche            | 1ª manche            | 2ª manche          | 2ª manche | Totale   | Posizione |
| Doppio            | Peter Penz Georg Fischler                                 | 45"891               | 45"891               | 45"894             | 45"894    | 1'31"785 |           |
| Doppio            | Thomas Steu Lorenz Koller                                 | 46"172               | 46"172               | 46"112             | 46"112    | 1'32"284 | 4º        |
| Gara              | Atleta                                                    | 1ª frazione sing. f. | 2ª frazione sing. m. | 3ª frazione doppio | Totale    | Totale   | Posizione |
| Gara a squadre    | Madeleine Egle David Gleirscher Peter Penz Georg Fischler | 47"122               | 48"758               | 49"108             | 2'24"988  | 2'24"988 |           |

## Snowboard

### Freestyle
| Gara                 | Atleta           | Qualificazioni | Qualificazioni | Qualificazioni | Qualificazioni | Finale          | Finale          | Finale          | Finale          | Finale          |
| Gara                 | Atleta           | Prova 1        | Prova 2        | Migliore       | Posizione      | Prova 1         | Prova 2         | Prova 3         | Migliore        | Posizione       |
| -------------------- | ---------------- | -------------- | -------------- | -------------- | -------------- | --------------- | --------------- | --------------- | --------------- | --------------- |
| Big air maschile     | Clemens Millauer | 39,25          | 47,00          | 47,00          | 16º            | non qualificato | non qualificato | non qualificato | non qualificato | non qualificato |
| Slopestyle maschile  | Clemens Millauer | 75,65          | 77,45          | 77,45          | 7º             | non qualificato | non qualificato | non qualificato | non qualificato | non qualificato |
| Big air femminile    | Anna Gasser      | 88,25          | 98,00          | 98,00          | 1ª Q           | JNS             | 89,00           | 96,00           | 185,00          |                 |
| Slopestyle femminile | Anna Gasser      | CAN            | CAN            | CAN            | CAN            | 42,05           | 46,56           | CAN             | 46,56           | 15ª             |

### Parallelo
| Gara                               | Atleta              | Qualificazioni | Qualificazioni | Ottavo di finale       | Quarto di finale      | Semifinale      | Finale          |
| Gara                               | Atleta              | Tempo          | Pos.           | Avversario             | Avversario            | Avversario      | Avversario      |
| ---------------------------------- | ------------------- | -------------- | -------------- | ---------------------- | --------------------- | --------------- | --------------- |
| Slalom gigante parallelo maschile  | Benjamin Karl       | 1'25"33        | 6º Q           | A. Prommegger V -0"29  | Lee S–h P +0"94       | non qualificato | non qualificato |
| Slalom gigante parallelo maschile  | Sebastian Kislinger | 1'25"59        | 10º Q          | S. Baumeister P +0"22  | non qualificato       | non qualificato | non qualificato |
| Slalom gigante parallelo maschile  | Alexander Payer     | 1'25"30        | 5º Q           | E. Coratti P +0"33     | non qualificato       | non qualificato | non qualificato |
| Slalom gigante parallelo maschile  | Andreas Prommegger  | 1'25"67        | 11º Q          | B. Karl P +0"29        | non qualificato       | non qualificato | non qualificato |
| Slalom gigante parallelo femminile | Julia Dujmovits     | 1'33"16        | 11ª Q          | T. Takeuchi P +0"17    | non qualificata       | non qualificata | non qualificata |
| Slalom gigante parallelo femminile | Ina Meschik         | 1'33"23        | 13ª Q          | C. Langenhorst V -0"02 | R. Hofmeister P +0"78 | non qualificata | non qualificata |
| Slalom gigante parallelo femminile | Claudia Riegler     | DNF            | DNF            | non qualificata        | non qualificata       | non qualificata | non qualificata |
| Slalom gigante parallelo femminile | Daniela Ulbing      | 1'33"07        | 8ª Q           | M. Bykova V -0"52      | E. Ledecká P +0"97    | non qualificata | non qualificata |

### Cross
| Gara                     | Atleta              | Qualificazioni | Qualificazioni | Ottavo di finale | Quarto di finale | Semifinale      | Finale          |
| Gara                     | Atleta              | Tempo          | Posizione      | Ottavo di finale | Quarto di finale | Semifinale      | Finale          |
| ------------------------ | ------------------- | -------------- | -------------- | ---------------- | ---------------- | --------------- | --------------- |
| Snowboard cross maschile | Hanno Douschan      | 1'14"53        | 16º Q          | 4º               | non qualificato  | non qualificato | non qualificato |
| Snowboard cross maschile | Alessandro Hämmerle | 1'15"03        | 24º Q          | 1º Q             | 3º Q             | 5º QB           | 7º              |
| Snowboard cross maschile | Lukas Pachner       | 1'16"99        | 38º Q          | 5º               | non qualificato  | non qualificato | non qualificato |
| Snowboard cross maschile | Markus Schairer     | 1'14"56        | 17º Q          | 3º Q             | DNF              | non qualificato | non qualificato |